# Santa Prassede
Santa Prassede (în latină: Basilica Sanctae Praxedis) este o biserică creștină timpurie din Roma, renumită pentru mozaicurile sale.